# Nacionalni Stadion
El Nacionalni Stadion es un estadio de fútbol actualmente en construcción en las afueras de Belgrado, la capital de Serbia. Será el principal estadio de fútbol del país y está destinado a la selección nacional de Serbia. El estadio tendrá capacidad para 52.241 espectadores.
Antes de que se iniciara la construcción del nuevo estadio nacional de Serbia, la inversión llevaba muchos años debatiéndose. Aleksandar Vučić, primer ministro de Serbia de 2014 a 2017 y presidente del país desde 2017, fue un ferviente partidario de la construcción del estadio.
La ceremonia de colocación de la primera piedra tuvo lugar el 1 de mayo de 2024 y se espera que la construcción cueste cerca de mil millones de euros, con Power Construction Corporation de China como contratista principal. Se espera que la instalación esté lista a finales de 2026.
La instalación se construirá en planta circular, con terrazas llenas de vegetación como fachada. El estadio se está construyendo en el suburbio de Surčin, varios kilómetros al oeste del centro de Belgrado, cerca del cruce de las autopistas A1 y A2.
Dado que Belgrado obtuvo el derecho a acoger la Expo 2027 en junio de 2023, junto al nuevo estadio nacional se está construyendo un complejo de edificios necesarios para albergar la exposición mundial. Bajo el estadio y las instalaciones de la Expo pasará una nueva línea de ferrocarril, que también dará acceso al aeropuerto Nikola Tesla.